# Президентски избори в Русия (1996)
Президентските избори в Русия през 1996 г. се провеждат на 16 юни, като се отива на втори тур, който се провежда на 3 юли. Победител е действащия президент Борис Елцин, който се кандидатира като независим. На втори тур отива на балотаж с кандидатът на комунистическата партия Генадий Зюганов, като получава 54,4% от гласовете. Церемонията по встъпването му в длъжност се състои на 9 август.
Елцин не успява да завърши втория си мандат, за който е избран, тъй като подава оставка на 31 декември 1999 г., осем месеца преди планирания край на мандата му на 9 август 2000 г. Това а първите президентски избори, проведени в постсъветска Русия. Това са и единствените досега президентски избори в Русия, на които нито един кандидат не успява да спечели на първия тур.

## Резултати
| Кандидат                                                                                   | Кандидат                                      | Партия                                        | Първи тур   | Първи тур | Втори тур   | Втори тур |
| Кандидат                                                                                   | Кандидат                                      | Партия                                        | Гласове     | %         | Гласове     | %         |
| ------------------------------------------------------------------------------------------ | --------------------------------------------- | --------------------------------------------- | ----------- | --------- | ----------- | --------- |
|                                                                                            | Борис Елцин                                   | безпартиен                                    | 26 665 495  | 35,8      | 40 203 948  | 54,4      |
|                                                                                            | Генадий Зюганов                               | Комунистическа партия на Руската федерация    | 24 211 686  | 32,5      | 30 102 288  | 40,7      |
|                                                                                            | Александър Лебед                              | Конгрес на руските общности                   | 10 974 736  | 14,7      |             |           |
|                                                                                            | Григорий Явлински                             | Яблоко                                        | 5 550 752   | 7,4       |             |           |
|                                                                                            | Владимир Жириновски                           | Либерално-демократическа партия на Русия      | 4 311 479   | 5,8       |             |           |
|                                                                                            | Светослав Фьодоров                            | Партия на работническото самоуправление       | 699 158     | 0,9       |             |           |
|                                                                                            | Михаил Горбачов                               | безпартиен                                    | 386 069     | 0,5       |             |           |
|                                                                                            | Мартин Шакум                                  | Социалистическа народна партия                | 277 068     | 0,4       |             |           |
|                                                                                            | Юрий Власов                                   | безпартиен                                    | 151 282     | 0,2       |             |           |
|                                                                                            | Владимир Бринцалов                            | Руска социалистическа партия                  | 123 065     | 0,2       |             |           |
|                                                                                            | Аман Тулеев                                   | безпартиен                                    | 308         | 0,0       |             |           |
|                                                                                            | Нито един от посочените                       | Нито един от посочените                       | 1 163 921   | 1,6       | 3 604 462   | 4,9       |
| Невалидни/празни гласове                                                                   | Невалидни/празни гласове                      | Невалидни/празни гласове                      | 1 072 120   | –         | 780 592     | –         |
| Общо                                                                                       | Общо                                          | Общо                                          | 75 587 139  | 100,0     | 74 691 290  | 100,0     |
| Регистрирани избиратели/избирателна активност                                              | Регистрирани избиратели/избирателна активност | Регистрирани избиратели/избирателна активност | 108 495 023 | 69,7      | 108 589 050 | 68,8      |
| Източник: Nohlen & Stöver, Colton, ЦИК Архив на оригинала от 2019-02-12 в Wayback Machine. |                                               |                                               |             |           |             |           |